# Kacper Młynarski
Kacper Młynarski (ur. 23 stycznia 1992 w Rzeszowie) – polski koszykarz grający na pozycjach silnego lub niskiego skrzydłowego, od 2023 zawodnik Muszynianki Domelo Sokoła Łańcut.
Były reprezentant Polski do lat 16 i 20, uczestnik mistrzostw Europy w tych kategoriach wiekowych.

## Życiorys

### Kariera klubowa

#### Początki kariery (do 2014)
Młynarski jest wychowankiem Resovii. Z klubem tym w sezonie 2007/2008 zadebiutował na centralnym szczeblu rozgrywkowym, występując w 9 spotkaniach I ligi, w których zdobywał średnio po 1,2 punktu. W Resovii rozegrał także sezon 2008/2009, biorąc udział w 27 meczach I ligi, w których notował przeciętnie po 7,1 punktu i 3,2 zbiórki.
Latem 2009 roku podpisał kontrakt z Asseco Prokomem Gdynia. W klubie tym jednak nigdy nie zadebiutował w pierwszym zespole i grał tylko w drużynach rezerw – w II lidze w trzecim zespole (8 meczów w sezonie 2009/2010, średnio po 3,1 punktu i 2,5 zbiórki) i w I lidze w drugiej drużynie, gdzie występował przez 2 sezony – 2009/2010 (3 mecze, przeciętnie po 0,7 punktu i 1,3 zbiórki) i 2010/2011 (10 meczów, średnio po 3,8 punktu). W sezonie 2011/2012 był graczem Startu Gdynia, z którym wygrał rozgrywki I ligi (sam rozegrał 18 meczów, zdobywając przeciętnie po 2,9 punktu i 1,2 zbiórki).
Następnie Młynarski przeniósł się do Sokoła Łańcut, gdzie grał w I lidze przez kolejne 2 sezony. W pierwszym (2012/2013) w 28 spotkaniach zdobywał średnio po 9,5 punktu i 4,5 zbiórki na mecz. Przed kolejnym (2013/2014) podpisał kontrakt z Polpharmą Starogard Gdański, jednak przed startem rozgrywek Polskiej Ligi Koszykówki, po zatrudnieniu przez klub Nathana Healy'ego, został zwolniony. Powrócił wówczas do Łańcuta, gdzie rozegrał sezon w I lidze. W 22 spotkaniach zdobywał przeciętnie po 9,3 punktu i 4,1 zbiórki na mecz. Sezon 2013/2014 był także pierwszym, w którym występował głównie na pozycji silnego skrzydłowego – we wcześniejszej części kariery grał przede wszystkim jako niski skrzydłowy.

#### Gra w Polskiej Lidze Koszykówki (od 2014)
Przed sezonem 2014/2015 podpisał kontrakt z Siarką Tarnobrzeg (wówczas występującą pod nazwą Jezioro Tarnobrzeg), z którą następnie zadebiutował w najwyższej klasie rozgrywkowej. Na początku sezonu stał się podstawowym zawodnikiem zespołu, a w meczu z MKS-em Dąbrową Górniczą zdobył 28 punktów, co okazało się później trzecim najlepszym wynikiem osiągniętym w jednym meczu sezonu 2014/2015 rozgrywek PLK przez polskiego koszykarza (więcej zdobyli Karol Gruszecki i Michał Michalak). Pod koniec grudnia 2014, w meczu z Polfarmexem Kutno, doznał złamania nadgarstka, po którym miał zakończyć sezon. Ostatecznie powrócił do gry pod koniec rozgrywek, po trwającej około 15 tygodni przerwie. W całym sezonie wziął udział w 16 meczach PLK, 10 razy występując w „pierwszej piątce”. W tym czasie zdobywał średnio po 9,6 punktu i 5 zbiórek na mecz.
W marcu 2015 Młynarski przedłużył z Siarką kontrakt na sezon 2015/2016. W sezonie 2015/2016 w barwach Siarki wystąpił w 29 meczach PLK, w tym 24 razy wychodząc w „pierwszej piątce”. W rozgrywkach tych zdobywał przeciętnie po 11 punktów, 6,6 zbiórki i 2,1 asysty.
W czerwcu 2016 podpisał roczny kontrakt z Anwilem Włocławek. 31 lipca 2017 został zawodnikiem AZS-u Koszalin. 20 czerwca 2018 podpisał umowę z Polpharmą Starogard Gdański.
11 lipca 2019 dołączył do PGE Spójni Stargard. 23 czerwca 2022 zawarł umowę z Polskim Cukrem Pszczółką Start Lublin. 8 lipca 2023 został zawodnikiem Rawplug Sokoła Łańcut.

### Kariera reprezentacyjna
Młynarski był reprezentantem Polski do lat 16 i 20. Z pierwszą z tych kadr w 2008 roku wystąpił w mistrzostwach Europy dywizji A w tej kategorii wiekowej (Polska zajęła 14. miejsce), w których zdobywał średnio po 9,5 punktu i 4,7 zbiórki na mecz. 3 lata później z drugą z tych reprezentacji zagrał na mistrzostwach Europy dywizji B do lat 20, w których notował średnio po 4,4 punktu i 2 zbiórki na mecz.

## Osiągnięcia
Stan na 12 lipca 2022, na podstawie, o ile nie zaznaczono inaczej.
Drużynowe
- Finalista Pucharu Polski (2017[17], 2021[18])
- Brązowy medalista mistrzostw Polski juniorów starszych (2012)

Indywidualne
- Zaliczony do I składu kolejki EBL (16 – 2020/2021)[19]

Reprezentacja
- Uczestnik mistrzostw Europy:
  - U–16 (2008 – 14. miejsce)
  - dywizji B U–20 (2011 – 9. miejsce)